# Akaki Chachua
Akaki Chachua –en georgiano: აკაკი ჩაჩუა– (Samtredia, 16 de septiembre de 1969) es un deportista georgiano que compitió en lucha grecorromana.
Participó en dos Juegos Olímpicos de Verano, obteniendo una medalla de bronce en Sídney 2000, en la categoría de 63 kg, y el noveno lugar en Atenas 2004.
Ganó dos medallas en el Campeonato Europeo de Lucha, plata en 1999 y bronce en 1997.

## Palmarés internacional
| Juegos Olímpicos   | Juegos Olímpicos    | Juegos Olímpicos  | Juegos Olímpicos |
| Año                | Lugar               | Medalla           | Categoría        |
| ------------------ | ------------------- | ----------------- | ---------------- |
| 2000               | Sídney (Australia)  | Medalla de bronce | 63 kg            |
| Campeonato Europeo |                     |                   |                  |
| Año                | Lugar               | Medalla           | Categoría        |
| 1997               | Kouvola (Finlandia) | Medalla de bronce | 63 kg            |
| 1999               | Sofía (Bulgaria)    | Medalla de plata  | 63 kg            |